# Kaple svatého Isidora (Brada)
Kaple svatého Isidora je barokní kaple na území obce Brada-Rybníček. Je zajímavá tím, že nikdy nebyla ve vlastnictví církve.

## Historie
Kapli nechal postavit roku 1727 František Ignatius Rost jako soukromou kapli na svém pozemku vedle ovocného sadu a vily. Dle legendy měl usnout na okraji ovocného sadu, a když se ze svého snu probudil, našel na svém těle položený malý devoční obrázek s vyobrazením neznámého světce. Tak legenda vysvětluje i poněkud zvláštní zasvěcení španělskému světci. Již od tohoto roku se vždy v neděli po 10. květnu pořádala tradičně pouť. Tato tradice byla zrušena roku 1900.
Protože kaple ležela na pozemku jičínského rodu Rostů, konalo se zde několik svateb významných osobností Jičínska, například z rodu Lepařů a Šírů. Celý pozemek se díky angažovanosti majitelů stal centrem inteligence a českého obrození na Jičínsku.
Roku 1987 se chátrající kaple dostala do vlastnictví manželů Víta a Věry Černých. V roce 2016 založili Spolek Isidor, který má za cíl zrenovovat a zpopularizovat zapomenutou památku. V současnosti se u objektu pořádají různé akce (masopustní průvod, vynášení morany, mše...).